# Суменов, Кермен Николаевич
Керме́н Никола́евич Суме́нов (осет. Сументы Никалайы фырт Кермен; 14 сентября 1927, Владикавказ, Северо-Осетинская АССР, СССР — 12 апреля 1990) — заслуженный тренер России по вольной и греко-римской борьбе.

## Биография
Родился 14 сентября 1927 года в городе Владикавказ (Северная Осетия — Алания). Многократный чемпион СОАССР, победитель Южной зоны России. В 1952 году стал победителем Спартакиады народов РСФСР в полулёгком весе. В 1955 году окончил факультет физического воспитания и спорта Северо-Осетинского государственного университета имени Коста Левановича Хетагурова. В 1957 году команда Северо-Осетинского пединститута под его руководством стала чемпионом Спартакиады студентов СССР по вольной и классической борьбе.
Среди его многочисленных воспитанников, заслуженный мастер спорта, заслуженный тренер СССР, чемпион СССР, Европы и мира — Юрий Гусов, Чемпион СССР — Таузбек Дзахсоров.
В настоящее время в Северной Осетии проводится борцовский турнир памяти Кермена Суменова, имеющий всероссийский статус.